# Scacchi circe
Gli scacchi circe sono un tipo di scacchi eterodossi in cui i pezzi catturati rinascono immediatamente in base alle seguenti regole:
- i pedoni tornano nella loro casa di partenza nella stessa colonna dove sono catturati;
- le torri, gli alfieri e i cavalli tornano nella loro casa di partenza dello stesso colore della casa dove sono catturati;
- se la casa di rinascita è già occupata, sia da un pezzo avversario che dello stesso colore, il pezzo catturato scompare dal gioco definitivamente.

Per esempio, un pedone bianco catturato nella casa b4 rinasce nella casa b2, una torre nera catturata in una casa nera rinasce nella casa h8, la donna bianca rinasce in d1, la donna nera in d8. È da notare che il pezzo "rinato" ha azione immediata e la mossa non è ancora conclusa, cioè i pezzi dello stesso colore hanno ancora il tratto. Nel caso il pezzo "rinato" sia una torre è permesso subito l'arrocco, sempreché ve ne siano le condizioni.
Questa variante degli scacchi fu proposta nel 1968 dai francesi Pierre Monréal e Jean-Pierre Boyer in un articolo della rivista Problème.
In seguito sono stati inventati numerosi altri tipi di scacchi circe, con diverse regole di rinascita dei pezzi ed altre condizioni. I più diffusi nella composizione di problemi sono però i seguenti:
- Anticirce: il pezzo che cattura rinasce nella sua casa di partenza, mentre il pezzo catturato scompare dal gioco. Le altre regole non cambiano. Ci sono due varianti: "Anticirce Cheylan", in cui la cattura nella di rinascita è illegale, e "Anticirce Calvet", in cui la cattura nella casa di rinascita è legale.
- Circe Rex inclusive: anche i Re possono essere catturati. Lo scacco matto è possibile solo se la casa di partenza del Re è occupata.

Gli scacchi Circe sono impiegati molto raramente negli scacchi giocati, mentre sono una variante piuttosto diffusa nei problemi.
Un esempio di problema con gli scacchi circe:
|   | a | b | c | d | e | f | g | h |   |
| 8 | a7 alfiere del nero · f6 donna del bianco · h6 re del bianco · g5 cavallo del bianco · b4 torre del nero · g4 alfiere del nero · b3 alfiere del bianco · c3 pedone del nero · d3 re del nero · a2 cavallo del nero · c2 pedone del nero · d2 alfiere del bianco · e2 pedone del nero | a7 alfiere del nero · f6 donna del bianco · h6 re del bianco · g5 cavallo del bianco · b4 torre del nero · g4 alfiere del nero · b3 alfiere del bianco · c3 pedone del nero · d3 re del nero · a2 cavallo del nero · c2 pedone del nero · d2 alfiere del bianco · e2 pedone del nero | a7 alfiere del nero · f6 donna del bianco · h6 re del bianco · g5 cavallo del bianco · b4 torre del nero · g4 alfiere del nero · b3 alfiere del bianco · c3 pedone del nero · d3 re del nero · a2 cavallo del nero · c2 pedone del nero · d2 alfiere del bianco · e2 pedone del nero | a7 alfiere del nero · f6 donna del bianco · h6 re del bianco · g5 cavallo del bianco · b4 torre del nero · g4 alfiere del nero · b3 alfiere del bianco · c3 pedone del nero · d3 re del nero · a2 cavallo del nero · c2 pedone del nero · d2 alfiere del bianco · e2 pedone del nero | a7 alfiere del nero · f6 donna del bianco · h6 re del bianco · g5 cavallo del bianco · b4 torre del nero · g4 alfiere del nero · b3 alfiere del bianco · c3 pedone del nero · d3 re del nero · a2 cavallo del nero · c2 pedone del nero · d2 alfiere del bianco · e2 pedone del nero | a7 alfiere del nero · f6 donna del bianco · h6 re del bianco · g5 cavallo del bianco · b4 torre del nero · g4 alfiere del nero · b3 alfiere del bianco · c3 pedone del nero · d3 re del nero · a2 cavallo del nero · c2 pedone del nero · d2 alfiere del bianco · e2 pedone del nero | a7 alfiere del nero · f6 donna del bianco · h6 re del bianco · g5 cavallo del bianco · b4 torre del nero · g4 alfiere del nero · b3 alfiere del bianco · c3 pedone del nero · d3 re del nero · a2 cavallo del nero · c2 pedone del nero · d2 alfiere del bianco · e2 pedone del nero | a7 alfiere del nero · f6 donna del bianco · h6 re del bianco · g5 cavallo del bianco · b4 torre del nero · g4 alfiere del nero · b3 alfiere del bianco · c3 pedone del nero · d3 re del nero · a2 cavallo del nero · c2 pedone del nero · d2 alfiere del bianco · e2 pedone del nero | 8 |
| 7 | a7 alfiere del nero · f6 donna del bianco · h6 re del bianco · g5 cavallo del bianco · b4 torre del nero · g4 alfiere del nero · b3 alfiere del bianco · c3 pedone del nero · d3 re del nero · a2 cavallo del nero · c2 pedone del nero · d2 alfiere del bianco · e2 pedone del nero | a7 alfiere del nero · f6 donna del bianco · h6 re del bianco · g5 cavallo del bianco · b4 torre del nero · g4 alfiere del nero · b3 alfiere del bianco · c3 pedone del nero · d3 re del nero · a2 cavallo del nero · c2 pedone del nero · d2 alfiere del bianco · e2 pedone del nero | a7 alfiere del nero · f6 donna del bianco · h6 re del bianco · g5 cavallo del bianco · b4 torre del nero · g4 alfiere del nero · b3 alfiere del bianco · c3 pedone del nero · d3 re del nero · a2 cavallo del nero · c2 pedone del nero · d2 alfiere del bianco · e2 pedone del nero | a7 alfiere del nero · f6 donna del bianco · h6 re del bianco · g5 cavallo del bianco · b4 torre del nero · g4 alfiere del nero · b3 alfiere del bianco · c3 pedone del nero · d3 re del nero · a2 cavallo del nero · c2 pedone del nero · d2 alfiere del bianco · e2 pedone del nero | a7 alfiere del nero · f6 donna del bianco · h6 re del bianco · g5 cavallo del bianco · b4 torre del nero · g4 alfiere del nero · b3 alfiere del bianco · c3 pedone del nero · d3 re del nero · a2 cavallo del nero · c2 pedone del nero · d2 alfiere del bianco · e2 pedone del nero | a7 alfiere del nero · f6 donna del bianco · h6 re del bianco · g5 cavallo del bianco · b4 torre del nero · g4 alfiere del nero · b3 alfiere del bianco · c3 pedone del nero · d3 re del nero · a2 cavallo del nero · c2 pedone del nero · d2 alfiere del bianco · e2 pedone del nero | a7 alfiere del nero · f6 donna del bianco · h6 re del bianco · g5 cavallo del bianco · b4 torre del nero · g4 alfiere del nero · b3 alfiere del bianco · c3 pedone del nero · d3 re del nero · a2 cavallo del nero · c2 pedone del nero · d2 alfiere del bianco · e2 pedone del nero | a7 alfiere del nero · f6 donna del bianco · h6 re del bianco · g5 cavallo del bianco · b4 torre del nero · g4 alfiere del nero · b3 alfiere del bianco · c3 pedone del nero · d3 re del nero · a2 cavallo del nero · c2 pedone del nero · d2 alfiere del bianco · e2 pedone del nero | 7 |
| 6 | a7 alfiere del nero · f6 donna del bianco · h6 re del bianco · g5 cavallo del bianco · b4 torre del nero · g4 alfiere del nero · b3 alfiere del bianco · c3 pedone del nero · d3 re del nero · a2 cavallo del nero · c2 pedone del nero · d2 alfiere del bianco · e2 pedone del nero | a7 alfiere del nero · f6 donna del bianco · h6 re del bianco · g5 cavallo del bianco · b4 torre del nero · g4 alfiere del nero · b3 alfiere del bianco · c3 pedone del nero · d3 re del nero · a2 cavallo del nero · c2 pedone del nero · d2 alfiere del bianco · e2 pedone del nero | a7 alfiere del nero · f6 donna del bianco · h6 re del bianco · g5 cavallo del bianco · b4 torre del nero · g4 alfiere del nero · b3 alfiere del bianco · c3 pedone del nero · d3 re del nero · a2 cavallo del nero · c2 pedone del nero · d2 alfiere del bianco · e2 pedone del nero | a7 alfiere del nero · f6 donna del bianco · h6 re del bianco · g5 cavallo del bianco · b4 torre del nero · g4 alfiere del nero · b3 alfiere del bianco · c3 pedone del nero · d3 re del nero · a2 cavallo del nero · c2 pedone del nero · d2 alfiere del bianco · e2 pedone del nero | a7 alfiere del nero · f6 donna del bianco · h6 re del bianco · g5 cavallo del bianco · b4 torre del nero · g4 alfiere del nero · b3 alfiere del bianco · c3 pedone del nero · d3 re del nero · a2 cavallo del nero · c2 pedone del nero · d2 alfiere del bianco · e2 pedone del nero | a7 alfiere del nero · f6 donna del bianco · h6 re del bianco · g5 cavallo del bianco · b4 torre del nero · g4 alfiere del nero · b3 alfiere del bianco · c3 pedone del nero · d3 re del nero · a2 cavallo del nero · c2 pedone del nero · d2 alfiere del bianco · e2 pedone del nero | a7 alfiere del nero · f6 donna del bianco · h6 re del bianco · g5 cavallo del bianco · b4 torre del nero · g4 alfiere del nero · b3 alfiere del bianco · c3 pedone del nero · d3 re del nero · a2 cavallo del nero · c2 pedone del nero · d2 alfiere del bianco · e2 pedone del nero | a7 alfiere del nero · f6 donna del bianco · h6 re del bianco · g5 cavallo del bianco · b4 torre del nero · g4 alfiere del nero · b3 alfiere del bianco · c3 pedone del nero · d3 re del nero · a2 cavallo del nero · c2 pedone del nero · d2 alfiere del bianco · e2 pedone del nero | 6 |
| 5 | a7 alfiere del nero · f6 donna del bianco · h6 re del bianco · g5 cavallo del bianco · b4 torre del nero · g4 alfiere del nero · b3 alfiere del bianco · c3 pedone del nero · d3 re del nero · a2 cavallo del nero · c2 pedone del nero · d2 alfiere del bianco · e2 pedone del nero | a7 alfiere del nero · f6 donna del bianco · h6 re del bianco · g5 cavallo del bianco · b4 torre del nero · g4 alfiere del nero · b3 alfiere del bianco · c3 pedone del nero · d3 re del nero · a2 cavallo del nero · c2 pedone del nero · d2 alfiere del bianco · e2 pedone del nero | a7 alfiere del nero · f6 donna del bianco · h6 re del bianco · g5 cavallo del bianco · b4 torre del nero · g4 alfiere del nero · b3 alfiere del bianco · c3 pedone del nero · d3 re del nero · a2 cavallo del nero · c2 pedone del nero · d2 alfiere del bianco · e2 pedone del nero | a7 alfiere del nero · f6 donna del bianco · h6 re del bianco · g5 cavallo del bianco · b4 torre del nero · g4 alfiere del nero · b3 alfiere del bianco · c3 pedone del nero · d3 re del nero · a2 cavallo del nero · c2 pedone del nero · d2 alfiere del bianco · e2 pedone del nero | a7 alfiere del nero · f6 donna del bianco · h6 re del bianco · g5 cavallo del bianco · b4 torre del nero · g4 alfiere del nero · b3 alfiere del bianco · c3 pedone del nero · d3 re del nero · a2 cavallo del nero · c2 pedone del nero · d2 alfiere del bianco · e2 pedone del nero | a7 alfiere del nero · f6 donna del bianco · h6 re del bianco · g5 cavallo del bianco · b4 torre del nero · g4 alfiere del nero · b3 alfiere del bianco · c3 pedone del nero · d3 re del nero · a2 cavallo del nero · c2 pedone del nero · d2 alfiere del bianco · e2 pedone del nero | a7 alfiere del nero · f6 donna del bianco · h6 re del bianco · g5 cavallo del bianco · b4 torre del nero · g4 alfiere del nero · b3 alfiere del bianco · c3 pedone del nero · d3 re del nero · a2 cavallo del nero · c2 pedone del nero · d2 alfiere del bianco · e2 pedone del nero | a7 alfiere del nero · f6 donna del bianco · h6 re del bianco · g5 cavallo del bianco · b4 torre del nero · g4 alfiere del nero · b3 alfiere del bianco · c3 pedone del nero · d3 re del nero · a2 cavallo del nero · c2 pedone del nero · d2 alfiere del bianco · e2 pedone del nero | 5 |
| 4 | a7 alfiere del nero · f6 donna del bianco · h6 re del bianco · g5 cavallo del bianco · b4 torre del nero · g4 alfiere del nero · b3 alfiere del bianco · c3 pedone del nero · d3 re del nero · a2 cavallo del nero · c2 pedone del nero · d2 alfiere del bianco · e2 pedone del nero | a7 alfiere del nero · f6 donna del bianco · h6 re del bianco · g5 cavallo del bianco · b4 torre del nero · g4 alfiere del nero · b3 alfiere del bianco · c3 pedone del nero · d3 re del nero · a2 cavallo del nero · c2 pedone del nero · d2 alfiere del bianco · e2 pedone del nero | a7 alfiere del nero · f6 donna del bianco · h6 re del bianco · g5 cavallo del bianco · b4 torre del nero · g4 alfiere del nero · b3 alfiere del bianco · c3 pedone del nero · d3 re del nero · a2 cavallo del nero · c2 pedone del nero · d2 alfiere del bianco · e2 pedone del nero | a7 alfiere del nero · f6 donna del bianco · h6 re del bianco · g5 cavallo del bianco · b4 torre del nero · g4 alfiere del nero · b3 alfiere del bianco · c3 pedone del nero · d3 re del nero · a2 cavallo del nero · c2 pedone del nero · d2 alfiere del bianco · e2 pedone del nero | a7 alfiere del nero · f6 donna del bianco · h6 re del bianco · g5 cavallo del bianco · b4 torre del nero · g4 alfiere del nero · b3 alfiere del bianco · c3 pedone del nero · d3 re del nero · a2 cavallo del nero · c2 pedone del nero · d2 alfiere del bianco · e2 pedone del nero | a7 alfiere del nero · f6 donna del bianco · h6 re del bianco · g5 cavallo del bianco · b4 torre del nero · g4 alfiere del nero · b3 alfiere del bianco · c3 pedone del nero · d3 re del nero · a2 cavallo del nero · c2 pedone del nero · d2 alfiere del bianco · e2 pedone del nero | a7 alfiere del nero · f6 donna del bianco · h6 re del bianco · g5 cavallo del bianco · b4 torre del nero · g4 alfiere del nero · b3 alfiere del bianco · c3 pedone del nero · d3 re del nero · a2 cavallo del nero · c2 pedone del nero · d2 alfiere del bianco · e2 pedone del nero | a7 alfiere del nero · f6 donna del bianco · h6 re del bianco · g5 cavallo del bianco · b4 torre del nero · g4 alfiere del nero · b3 alfiere del bianco · c3 pedone del nero · d3 re del nero · a2 cavallo del nero · c2 pedone del nero · d2 alfiere del bianco · e2 pedone del nero | 4 |
| 3 | a7 alfiere del nero · f6 donna del bianco · h6 re del bianco · g5 cavallo del bianco · b4 torre del nero · g4 alfiere del nero · b3 alfiere del bianco · c3 pedone del nero · d3 re del nero · a2 cavallo del nero · c2 pedone del nero · d2 alfiere del bianco · e2 pedone del nero | a7 alfiere del nero · f6 donna del bianco · h6 re del bianco · g5 cavallo del bianco · b4 torre del nero · g4 alfiere del nero · b3 alfiere del bianco · c3 pedone del nero · d3 re del nero · a2 cavallo del nero · c2 pedone del nero · d2 alfiere del bianco · e2 pedone del nero | a7 alfiere del nero · f6 donna del bianco · h6 re del bianco · g5 cavallo del bianco · b4 torre del nero · g4 alfiere del nero · b3 alfiere del bianco · c3 pedone del nero · d3 re del nero · a2 cavallo del nero · c2 pedone del nero · d2 alfiere del bianco · e2 pedone del nero | a7 alfiere del nero · f6 donna del bianco · h6 re del bianco · g5 cavallo del bianco · b4 torre del nero · g4 alfiere del nero · b3 alfiere del bianco · c3 pedone del nero · d3 re del nero · a2 cavallo del nero · c2 pedone del nero · d2 alfiere del bianco · e2 pedone del nero | a7 alfiere del nero · f6 donna del bianco · h6 re del bianco · g5 cavallo del bianco · b4 torre del nero · g4 alfiere del nero · b3 alfiere del bianco · c3 pedone del nero · d3 re del nero · a2 cavallo del nero · c2 pedone del nero · d2 alfiere del bianco · e2 pedone del nero | a7 alfiere del nero · f6 donna del bianco · h6 re del bianco · g5 cavallo del bianco · b4 torre del nero · g4 alfiere del nero · b3 alfiere del bianco · c3 pedone del nero · d3 re del nero · a2 cavallo del nero · c2 pedone del nero · d2 alfiere del bianco · e2 pedone del nero | a7 alfiere del nero · f6 donna del bianco · h6 re del bianco · g5 cavallo del bianco · b4 torre del nero · g4 alfiere del nero · b3 alfiere del bianco · c3 pedone del nero · d3 re del nero · a2 cavallo del nero · c2 pedone del nero · d2 alfiere del bianco · e2 pedone del nero | a7 alfiere del nero · f6 donna del bianco · h6 re del bianco · g5 cavallo del bianco · b4 torre del nero · g4 alfiere del nero · b3 alfiere del bianco · c3 pedone del nero · d3 re del nero · a2 cavallo del nero · c2 pedone del nero · d2 alfiere del bianco · e2 pedone del nero | 3 |
| 2 | a7 alfiere del nero · f6 donna del bianco · h6 re del bianco · g5 cavallo del bianco · b4 torre del nero · g4 alfiere del nero · b3 alfiere del bianco · c3 pedone del nero · d3 re del nero · a2 cavallo del nero · c2 pedone del nero · d2 alfiere del bianco · e2 pedone del nero | a7 alfiere del nero · f6 donna del bianco · h6 re del bianco · g5 cavallo del bianco · b4 torre del nero · g4 alfiere del nero · b3 alfiere del bianco · c3 pedone del nero · d3 re del nero · a2 cavallo del nero · c2 pedone del nero · d2 alfiere del bianco · e2 pedone del nero | a7 alfiere del nero · f6 donna del bianco · h6 re del bianco · g5 cavallo del bianco · b4 torre del nero · g4 alfiere del nero · b3 alfiere del bianco · c3 pedone del nero · d3 re del nero · a2 cavallo del nero · c2 pedone del nero · d2 alfiere del bianco · e2 pedone del nero | a7 alfiere del nero · f6 donna del bianco · h6 re del bianco · g5 cavallo del bianco · b4 torre del nero · g4 alfiere del nero · b3 alfiere del bianco · c3 pedone del nero · d3 re del nero · a2 cavallo del nero · c2 pedone del nero · d2 alfiere del bianco · e2 pedone del nero | a7 alfiere del nero · f6 donna del bianco · h6 re del bianco · g5 cavallo del bianco · b4 torre del nero · g4 alfiere del nero · b3 alfiere del bianco · c3 pedone del nero · d3 re del nero · a2 cavallo del nero · c2 pedone del nero · d2 alfiere del bianco · e2 pedone del nero | a7 alfiere del nero · f6 donna del bianco · h6 re del bianco · g5 cavallo del bianco · b4 torre del nero · g4 alfiere del nero · b3 alfiere del bianco · c3 pedone del nero · d3 re del nero · a2 cavallo del nero · c2 pedone del nero · d2 alfiere del bianco · e2 pedone del nero | a7 alfiere del nero · f6 donna del bianco · h6 re del bianco · g5 cavallo del bianco · b4 torre del nero · g4 alfiere del nero · b3 alfiere del bianco · c3 pedone del nero · d3 re del nero · a2 cavallo del nero · c2 pedone del nero · d2 alfiere del bianco · e2 pedone del nero | a7 alfiere del nero · f6 donna del bianco · h6 re del bianco · g5 cavallo del bianco · b4 torre del nero · g4 alfiere del nero · b3 alfiere del bianco · c3 pedone del nero · d3 re del nero · a2 cavallo del nero · c2 pedone del nero · d2 alfiere del bianco · e2 pedone del nero | 2 |
| 1 | a7 alfiere del nero · f6 donna del bianco · h6 re del bianco · g5 cavallo del bianco · b4 torre del nero · g4 alfiere del nero · b3 alfiere del bianco · c3 pedone del nero · d3 re del nero · a2 cavallo del nero · c2 pedone del nero · d2 alfiere del bianco · e2 pedone del nero | a7 alfiere del nero · f6 donna del bianco · h6 re del bianco · g5 cavallo del bianco · b4 torre del nero · g4 alfiere del nero · b3 alfiere del bianco · c3 pedone del nero · d3 re del nero · a2 cavallo del nero · c2 pedone del nero · d2 alfiere del bianco · e2 pedone del nero | a7 alfiere del nero · f6 donna del bianco · h6 re del bianco · g5 cavallo del bianco · b4 torre del nero · g4 alfiere del nero · b3 alfiere del bianco · c3 pedone del nero · d3 re del nero · a2 cavallo del nero · c2 pedone del nero · d2 alfiere del bianco · e2 pedone del nero | a7 alfiere del nero · f6 donna del bianco · h6 re del bianco · g5 cavallo del bianco · b4 torre del nero · g4 alfiere del nero · b3 alfiere del bianco · c3 pedone del nero · d3 re del nero · a2 cavallo del nero · c2 pedone del nero · d2 alfiere del bianco · e2 pedone del nero | a7 alfiere del nero · f6 donna del bianco · h6 re del bianco · g5 cavallo del bianco · b4 torre del nero · g4 alfiere del nero · b3 alfiere del bianco · c3 pedone del nero · d3 re del nero · a2 cavallo del nero · c2 pedone del nero · d2 alfiere del bianco · e2 pedone del nero | a7 alfiere del nero · f6 donna del bianco · h6 re del bianco · g5 cavallo del bianco · b4 torre del nero · g4 alfiere del nero · b3 alfiere del bianco · c3 pedone del nero · d3 re del nero · a2 cavallo del nero · c2 pedone del nero · d2 alfiere del bianco · e2 pedone del nero | a7 alfiere del nero · f6 donna del bianco · h6 re del bianco · g5 cavallo del bianco · b4 torre del nero · g4 alfiere del nero · b3 alfiere del bianco · c3 pedone del nero · d3 re del nero · a2 cavallo del nero · c2 pedone del nero · d2 alfiere del bianco · e2 pedone del nero | a7 alfiere del nero · f6 donna del bianco · h6 re del bianco · g5 cavallo del bianco · b4 torre del nero · g4 alfiere del nero · b3 alfiere del bianco · c3 pedone del nero · d3 re del nero · a2 cavallo del nero · c2 pedone del nero · d2 alfiere del bianco · e2 pedone del nero | 1 |
|   | a | b | c | d | e | f | g | h |   |

Soluzione:
1. Ac1!  (min. 2. Dd4+ > Dd1#)
1. ...Cxc1  2. Dd4+ > Dd1#

1. ...Ad4  2. Df5#

1. ...Td4  2. Df3+ > Dd1#

1. ...e1=∼  2. Ac4+ > Af1#

1. ...Tb6  2. Dd6+ > Dd1#